# Žilvinas
Žilvinas ist  ein litauischer männlicher Vorname, abgeleitet von žilvis (dt. jung, unreif). 

## Namensträger
- Žilvinas Bazaras (* 1946), Ingenieur, Professor und Direktor Des Instituts Panevėžys der Technischen Universität Kaunas
- Žilvinas Kuklierius (* 1985), Fußballspieler bei Juventus Utena
- Žilvinas Lapėginas, Schachspieler
- Žilvinas Lilas, Professor der Kunsthochschule für Medien Köln
- Žilvinas Marcinkevičius (* 1967), Unternehmer der VP Grupė
- Žilvinas Padaiga (* 1962), Politiker und Mediziner, Minister, Professor
- Žilvinas Šilgalis (* 1970), Politiker
- Žilvinas Tomkus (* 1981), Politiker, Vizeminister der Verteidigung